# Jochwind
Jochwind – wiatr wiejący w Alpach, w austriackich Taurach.
Jest to dzienny, chłodny wiatr wiejący z doliny Mury w poprzek przełęczy w Taurach. Jochwind wywołany jest powstaniem stabilnego obszaru wysokiego ciśnienia, a jego oddziaływanie sięga szczytów górskich. Wiatr ten zwykle zaczyna wiać wczesnym popołudniem.
Nazwa wiatru wykorzystywana jest szeroko w kulturze popularnej, w postaci tytułów utworów muzycznych czy opowiadań.